# Ignacio Loyola Vera
Ignacio Loyola Vera (Santiago de Querétaro, Querétaro; 10 de septiembre de 1954) es un político mexicano que desempeñó como gobernador de Querétaro desde el 1 de octubre de 1997 al 30 de septiembre de 2003, siendo el primer gobernador de su estado en no pertenecer al Partido Revolucionario Institucional (PRI). Es miembro del Partido Acción Nacional (PAN). Se desempeñó como Diputado del Congreso de la Unión por el distrito 3 de Querétaro, desde el 1 de septiembre de 2021 al 31 de agosto de 2024. 

## Estudios realizados
Ingeniero Agrónomo Zootecnista por el Instituto Tecnológico de Estudios Superiores de Monterrey, antes de incursionar en la política, era investigador agrónomo y empresario del ramo.

## Empresario
Antes de ser Gobernador, fue dirigente de la Confederación Patronal de la República Mexicana (Coparmex) en el estado además de administrador de empresas en el ramo agrónomo. También fue colaborador de diversos diarios de circulación estatal.

## Gobernador
Durante su gestión destacan las siguientes obras: la construcción del nuevo Aeropuerto Intercontinental de Querétaro en 1999, el Ecocentro Expositor en 2000, el Centro Cultural Gómez Morín 2003, el Hospital del Niño y la Mujer 2002, y la ampliación de la Avenida 5 de febrero con la Carretera federal 57 de 4 a 6 carriles ambos sentidos ( de 2 a 3 en cada lado) en zona metropolitana en Santiago de Querétaro en el 2000, entre otras.
Durante su administración, Querétaro mejoró en diversas ramas como el turismo, empleo, seguridad, crecimiento económico y menor corrupción. Querétaro fue el Estado con menor grado de corrupción y el Estado que ocupó el Primer Lugar Nacional en Desempeño de acuerdo con investigación realizada por el Centro de Estudios Estratégicos del ITESM (2002 y 2001 respectivamente).
Fueron muy discutidas y causaron escándalo sus declaraciones sobre temas como el espionaje y la tortura. 
En 2001, cuando los zapatistas iniciaron una marcha por distintos puntos del país hasta llegar a la capital mexicana, polemizó también con el subcomandante Marcos sobre la validez de llamar ejército al EZLN. 
Al término de su gubernatura el presidente Vicente Fox lo nombró procurador federal del Medio Ambiente, cargo en el que fue ratificado en 2006 por el nuevo presidente Felipe Calderón y al que renunció el 17 de diciembre de 2007, siendo efectiva su renuncia a partir del último día de ese año, siendo sustituido a partir del 18 de enero de 2008 por el exgobernador de Yucatán Patricio Patrón Laviada.
Posteriormente ha dejado ver sus intenciones de postularse a Diputado en las elecciones de 2009.

## Precandidatura al Senado
En enero de 2018 dio a conocer sus intenciones de registrarse como aspirante a la candidatura para el Senado de la República con el PAN. Resaltó que su experiencia política podría ayudarle a ser designado como candidato.
Sin embargo, no se obtuvo la candidatura, quienes fueron los abanderados del PAN como candidatos al senado fueron Mauricio Kuri y Guadalupe Murguía, en primera y segunda fórmula respectivamente.

## Diputado federal
Después de más de 13 años de no participar en el servicio público, participó en las elecciones de 2021, dándole el PAN una candidatura a diputado federal por el Distrito 3 de Querétaro, logrando el triunfo electoral obteniendo el 46.11% de la votación.

## Vida personal
Está casado con María del Carmen Arana de los Cobos. Tienen 4 hijos. Es hermano mayor del priista y excandidato a Gobernador de Querétaro, Roberto Loyola Vera.